# Банделин
Банделин (нем. Bandelin) — община в Германии, в земле Мекленбург-Передняя Померания.

## Географическое положение
Банделин находится приблизительно в 15 километрах южнее Грайфсвальда и в 3 километрах севернее Гюцкова.

## Административное деление
Банделин входит в состав района Восточная Передняя Померания. До 1 января 2005 года посёлок был частью управления Амт Гюцков (нем. Amt Gützkow), но в настоящее время подчинён управлению Амт Цюссов (нем. Amt Züssow), со штаб-квартирой в Цюссове.
Идентификационный код субъекта самоуправления — 13 0 59 003.
Площадь, занимаемая административным образованием Банделин, составляет 16,98 км².
В настоящее время община подразделяется на 4 сельских округа.
- Банделин (нем. Bandelin)
- Варгац (нем. Vargatz)
- Кунцов (нем. Kunzow)
- Шмольдов (нем. Schmoldow)

## Население
По состоянию на 31 декабря 2006 года население посёлка Банделин составляет 639 человека.

Средняя плотность населения таким образом равна 38 человек на км².
В пределах сельских округов жители распределены следующим образом.
| Банделин Варгац Кунцов Шмольдов | 414 человек 89 человек 85 человек 51 человек |

## Транспорт
Через посёлок проходит федеральная дорога 96 (нем. Bundesstraße 96 (B 96)) и автобан 20 (нем. Bundesautobahn 20 (A 20)), выезд на который доступен невдалеке от посёлка Гюцков (примерно в 2 километрах от Банделин).

## Достопримечательности
- Мавзолей семьи Бер, датируемый 1922 годом
- Конюшня и хозяйственные постройки XIX века